# Saint-Paul-de-Fourques
Saint-Paul-de-Fourques är en kommun i departementet Eure i regionen Normandie i norra Frankrike. Kommunen ligger i kantonen Brionne som tillhör arrondissementet Bernay. År 2022 hade Saint-Paul-de-Fourques 268 invånare.

## Befolkningsutveckling
Antalet invånare i kommunen Saint-Paul-de-Fourques
Referens:INSEE